# AMD Radeon serie Vega
AMD Radeon serie Vega indica una serie di schede grafiche AMD, evoluzione dell'AMD Radeon serie RX 500.

## Storia
Inizialmente la serie Vega era stata progettata come generazione successiva della serie Radeon 500, dovrebbe sostituirla in tutti i segmenti di mercato ma solo la GPU di fascia alta Vega 10 è arrivata sul mercato nell'estate del 2017. 
I processori grafici Vega 11 e Vega 12 elencati nella precedente AMD mainstream e roadmap del settore a basso costo non hanno mai raggiunto la maturità della serie, motivo per cui questi segmenti di mercato hanno continuato a essere utilizzati nella serie Radeon 500.

## Modelli

### Desktop
| Modello           | Rilascio   | Nome in codice | Architettura e fabbricazione | Transistors (miliardi) | Dimensioni Die (mm2) | Core Configs*  | Clock (Mhz) | Clock (Mhz) | Fillrate          | Fillrate            | Memoria | Memoria | Memoria         | Memoria                   | Potenza di elaborazione (TFLOPS) | TDP (watt) | Prezzo di lancio (USD) |
| Modello           | Rilascio   | Nome in codice | Architettura e fabbricazione | Transistors (miliardi) | Dimensioni Die (mm2) | Core Configs*  | Base        | Boost       | Pixel Rate (GP/s) | Texture Rate (GT/s) | GB      | Tipo    | Velocità (MBPS) | Larghezza di banda (GB/s) | Precisione Singola               | TDP (watt) | Prezzo di lancio (USD) |
| ----------------- | ---------- | -------------- | ---------------------------- | ---------------------- | -------------------- | -------------- | ----------- | ----------- | ----------------- | ------------------- | ------- | ------- | --------------- | ------------------------- | -------------------------------- | ---------- | ---------------------- |
| Radeon RX Vega 56 | 14/08/2017 | Vega 10 XL     | GCN 5.0 14nm                 | 12,50                  | 495                  | 3584:224:64:56 | 1156        | 1471        | 94.1              | 329.5               | 8       | HBM2    | 1600            | 409.6                     | 10.54                            | 210        | 399                    |
| Radeon RX Vega 64 | 07/08/2017 | Vega 10 XT     | GCN 5.0 14nm                 | 12,50                  | 495                  | 4096:256:64:64 | 1247        | 1546        | 98.9              | 395.8               | 8       | HBM2    | 1890            | 483.8                     | 12.66                            | 295        | 499                    |
| Radeon VII        | 07/02/2019 | Vega 20 XT     | GCN 5.1 7nm                  | 13,23                  | 331                  | 3840:240:64:60 | 1400        | 1750        | 112.0             | 420.0               | 16      | HBM2    | 2000            | 1024.0                    | 13.44                            | 295        | 699                    |

*ShadingUnits:TMUs:ROPs:ComputeUnits.

### Workstation
| Modello                      | Rilascio   | Nome in codice | Architettura e fabbricazione | Transistors (miliardi) | Dimensioni Die (mm2) | Core Configs*  | Clock (Mhz) | Clock (Mhz) | Fillrate          | Fillrate            | Memoria | Memoria | Memoria         | Memoria                   | Potenza di elaborazione (TFLOPS) | TDP (watt) | Prezzo di lancio (USD) |
| Modello                      | Rilascio   | Nome in codice | Architettura e fabbricazione | Transistors (miliardi) | Dimensioni Die (mm2) | Core Configs*  | Base        | Boost       | Pixel Rate (GP/s) | Texture Rate (GT/s) | GB      | Tipo    | Velocità (MBPS) | Larghezza di banda (GB/s) | Precisione Singola               | TDP (watt) | Prezzo di lancio (USD) |
| ---------------------------- | ---------- | -------------- | ---------------------------- | ---------------------- | -------------------- | -------------- | ----------- | ----------- | ----------------- | ------------------- | ------- | ------- | --------------- | ------------------------- | -------------------------------- | ---------- | ---------------------- |
| Radeon Vega Frontier Edition | 27/06/2017 | Vega 10 XTX    | GCN 5.0 14nm                 | 12,50                  | 495                  | 4096:256:64:64 | 1382        | 1600        | 102.4             | 409.6               | 16      | HBM2    | 1890            | 483.8                     | 13.11                            | 300        | 999                    |